# Tomas Žvirgždauskas
Tomas Žvirgždauskas (Vilnius, 18 marzo 1975) è un ex calciatore lituano, di ruolo difensore.

## Palmarès

### Club
- Campionato lituano: 2

Žalgiris Vilnius: 1991, 1991-1992
- Coppa di Lituania: 3

Žalgiris Vilnius: 1991, 1993, 1994
- Campionato polacco: 1

Polonia Varsavia: 1999-2000
- Coppa di Lega polacca: 1

Polonia Varsavia: 2000
- Supercoppa di Polonia: 1

Polonia Varsavia: 2000
- Coppa di Polonia: 1

Polonia Varsavia: 2000-2001